# Даниал Јахић
Даниал Јахић (1. јул 1979 — Манастир Ћелије, 19. јануар 2021) био је српски атлетичар, специјалиста за дисциплину скок удаљ.

## Биографија
Рођен је 1. јула 1979. године у спортској породици. Отац Фахрудин, сада Јован Јахић био је репрезентативац Југославије у скоку удаљ, а мајка Нада освајала европске медаље у каратеу.
Био је 14 пута рекордер државе као јуниор. Учествовао је на Првенству Европе на отвореном 1998. и још једном у дворани (2002). Дрес Чукаричког носио је 1993/94, Таша 1995-98, Црвене звезде 1999 и Партизана 2000. године. Атлетиком се бавио од 1993. до 2005. и био 18 пута репрезентативац од јуниорске конкуренције (у 9 наврата), преко млађе сениорске (3) до сениорске (6).
На Првенству Европе у дворани у Генту 26. фебруара 2000. био је осми. У биографији су златним словима записане и две титуле сениорског првака Југославије и једном Балкана на отвореном, као и два тријумфа на шампионатима Балкана и више пута државе у дворани у различитим узрастима. Године 2000. био је учесник Олимпијских игара у Сиднеју где је у квалификацијама скочио 7,85м и заузео 21. место од 46 даљаша.
Упамћен је по врло добрим резултатима у скоку удаљ – 8,18 м, други у историји српске атлетике после Ненада Стекића и 8,45 м и истог дана 28. маја 1999. у Ретимну (Грчка) 8,27 м, али с мало јачим ветром у леђа од дозвољених 2,0 метара у секунди (+ 2,2 м/с). У дворани је с 8,02 м постао рекордер Југославије 13. фебруара 1999. и тај резултат је 20 година био на трону, до 2019. када га је надмашио Страхиња Јованчевић.
Преминуо је 19. јануара 2021. године од последица коронавируса у манастиру Ћелије. Имао је супругу и две кћерке.